# Iglesia de Saint-Barthélemy de París
La Iglesia de San Bartolomé es una antigua iglesia parroquial ubicada en la esquina de la rue Saint-Barthélemy, ahora boulevard du Palais, y la rue de la Pelleterie, hoy en día, en el extremo sur del Tribunal de Comercio de París, a lo largo del Boulevard du Palais de la Île de la Cité de París.

## Historia y descripción

### Las primeras iglesias

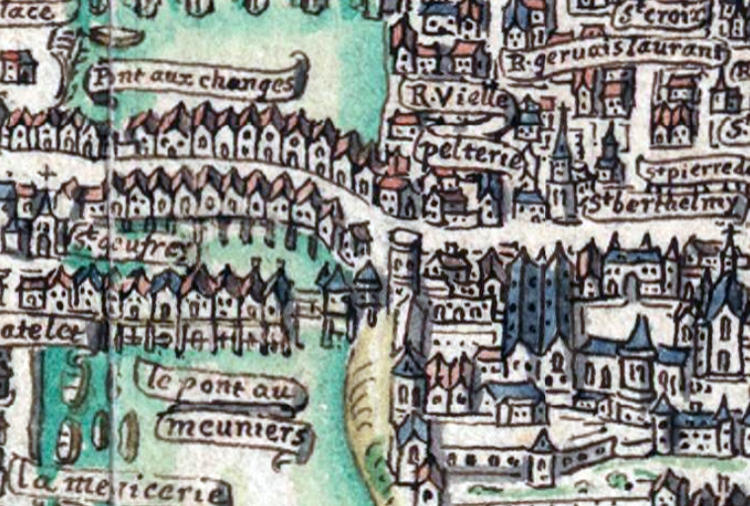
Iglesia de Saint-Barthélémy en el llamado plan de tapices (1540).

Una primera capilla dedicada al apóstol Bartolomé existe en el sitio en el siglo V quinto. Alrededor de 965, Hugues Capet lo hizo ampliar. Esta iglesia adosada a la parte norte del primer recinto galorromano fue la antigua capilla del Palacio de la Ciudad y también la del monasterio de Saint-Magloire cuyos monjes se instalaron en 1138 en su dominio en la margen derecha del Sena. rue Saint-Denis en el origen de la iglesia y la parroquia de Saint-Leu-Saint-Gilles.
Luego se convirtió en una parroquia real. Su territorio incluía ambos lados de la rue de la Barillerie y la parte occidental de la rue de la Pelleterie y su población estimada según los rollos el tamaño en 2.300 habitantes alrededor de 1.300.

## Reliquias
Bajo la amenaza de las incursiones de los piratas normandos en Bretaña, fue necesario albergar el santuario de las reliquias de Saint Malo que fue transportado hacia 963-965 a París, al cuidado de Salvator, obispo bretón de Alet, Saint-Malo, y de Junanus, abad de Léhon, primero en la iglesia de San Bartolomé en París, luego en la abadía de San Víctor en París. Luego, una parte fue transportada y venerada en la abadía de Saint Sauve, en Montreuil sur Mer.

### La iglesia inacabada delsigloXVIII
La Iglesia de San Bartolomé de París fue remodelada por primera vez en 1730 y 1736. En 1772, Luis XVI ordenó que se reconstruyera por completo. La Revolución Francesa provocó la interrupción de la obra, quedando a pesar de todo concluido un portal clásico realizado por Mathurin Cherpitel.
Sin embargo, en 1790, la iglesia de San Bartolomé seguía siendo la sede de una de las 52 parroquias urbanas de la diócesis de París . Su párroco desde 1778, el Padre Jacques-Henri Durville, hizo el juramento constitucional con 10 de sus compañeros sacerdotes de esta parroquia.
En febrero de 1791, por una serie de decretos de la Asamblea Constituyente adoptados a propuesta del ayuntamiento de París, la iglesia de Saint-Barthélemy, como las otras nueve iglesias de la ile de la Cité perdió su condición de sede parroquial de la beneficio de la Catedral de Notre-Dame de París.
La supresión de su cabecera parroquial, la interrupción de las obras de remodelación y su nueva condición de bien nacional, desencadenaron su venta en 1791 y su destrucción.

### Destrucción

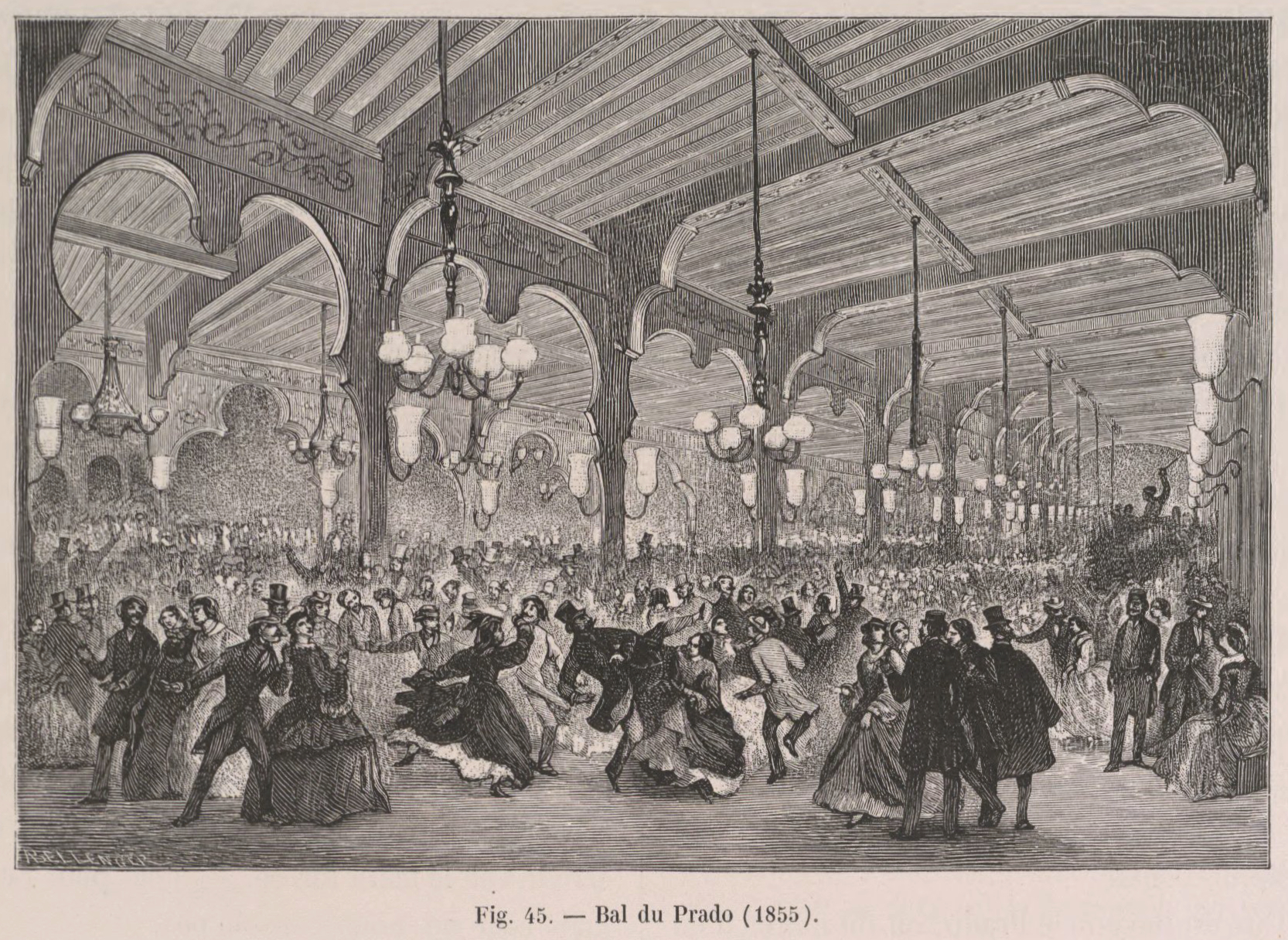
El Baile del Prado en 1855, de Theodor Josef Hubert Hoffbauer.

Después de su demolición, se construyeron en su sitio el teatro Cité-Variétés y dos pasajes cubiertos (Passage de Flore y Passage du Prado). Este conjunto fue destruido en 1858 para permitir la construcción del actual Tribunal de Comercio de París.

## Eventos relacionados con la parroquia de Saint-Paul de Paris

### Bodas y bautizos
- 1701 : Bautismo. Jean-Denis Lempereur (1701-1779), bautizó al3 avril 17013 de abril de 1701, nacido el jueves anterior, hijo de Jean-Denis Lemperor, comerciante de orfebrería, y de Elisabeth de Vouge, su esposa, con domicilio en la Cour de la Moignon bajo el signo de "La Bonne Foi".[7] El hijo de Jean-Denis será joyero, regidor y renombrado coleccionista de arte. Heredó de su padre la mansión de la corte de Lamoignon (también rue de Lamoignon, desaparecida) en la actual isla de la City, que decoró con pinturas, gouaches, pasteles, dibujos, grabados y esculturas de gran calidad. En 1775, durante la famosa venta de Mariette, fue designado asesor para elegir los dibujos a comprar para el gabinete del rey (1300 dibujos, hoy en el museo del Louvre).[8] Su padre, también llamado Jean-Denis y comerciante orfebre, murió en 1735 (ver más abajo).

### Entierros
- 1735 : Jean-Denis Lempereur, 66 años y medio, joyero, exguardia de su comunidad, ex mayordomo y ex comisario de los pobres, fallecido el10 octobre10 de Octubre nuevo patio del Palacio, enterrado el 11 de octubre de 1735 en esta iglesia, en presencia de Jacques-François Marin, comerciante joyero con domicilio en Dauphine.[7]